# Thelypteris yaucoensis
Thelypteris yaucoensis är en kärrbräkenväxtart som beskrevs av George Richardson Proctor. Thelypteris yaucoensis ingår i släktet Thelypteris och familjen Thelypteridaceae. Inga underarter finns listade.